# ASM-DT兩棲突擊步槍
ASM-DT兩棲突擊步槍（俄語：АСМ-ДТ）是一款由苏联槍械設計師尤里·丹尼洛夫教授（Prof. Yuriy Danilov）所研製、圖拉兵工廠於1990年代後期生產的水下及水上兩用（兩棲）折疊槍托式突击步枪，發射5.45×39毫米M74蘇聯口徑步枪子彈和5.45×39毫米MGTS口徑水下步枪子彈兩種彈藥，前者為水上發射而後者則是水下發射。

## 歷史和設計
APS水下突擊步槍的出現雖然解決了苏联守衛海军基地的蛙人應配備的武裝的問題，但是在海军特种部队方面的戰鬥蛙人在部署著3突擊任務時應配備的武裝的問題仍然存在。這些部隊需要一款無論在水面上還是在水面下，都能夠為他們提供一定而且相同的火力水平的武器。APS在離水後不單用處不大反而是累贅，因為在這環境條件以下會令精度下降，有效射程只有50公尺；而且當它在水上使用時會很快磨損，步槍的使用壽命會從原來大約2,000發急降至180—200發。
出於這些原因，海軍特种部队還是倒退回使用SPP-1水下手槍進行水下作戰，而AK-74突擊步枪用於水上作戰。突擊隊認為這種安排並不令人滿意，並因而仍然不斷要求研製一款如在水下的APS和在水上的AK-74兩方面般都一樣有效的水下自動步槍。因此在1991年，俄羅斯圖拉砲兵工程學院創立了ASM-DT的計劃，並且由尤里·丹尼洛夫教授擔任該步槍的項目工程師。
為了滿足這些要求，必須考慮的是：在水下射擊的新型步槍最好是使用一根長滑膛槍管，但當在水面以上時卻必需一根線膛槍管以獲得顯著的有效射程的矛盾。為了解決這個問題並且得到一個真正的“混合型”設計，該步槍必需可發射兩種類別的彈丸，其中一種在水下發射，而另一種則是在水面以上發射。該步槍在設計上具有兩用彈匣供彈插槽，可用以裝上兩款不同的彈匣，實現無縫過渡。在丹尼洛夫教授的設計以下，ASM-DT既發射5.45×39毫米7N6（一款標準蘇聯彈藥種類），以適應ASM-DT的口徑，亦發射5.45×39毫米MGTS，就像當時所有的APS那樣的5.66×39毫米MPS箭形水下彈藥。ASM-DT在水下使用與APS相同的彈匣（APS的彈匣可沿用以裝填5.45毫米的水下步槍子彈），而在水上則是使用AK-74的彈匣。在使用AK-74的彈匣時，彈匣釋放扣向前滑動並在插槽中部定位，而且導氣系統會自動調整用以水上射擊。為了能夠在水上進行準確射擊，其槍管為線膛槍管，但在槍管裡有著沿其長度方向而延伸的淺陰膛線，發射時會從那裡在彈頭以前排出一些火藥燃氣並將殘留的水從槍管裡吹出來。如果需要將步槍很快地帶到水面上而且不先排水以下就在水底以外擊發，這可以防止槍管因而破裂的意外。此外，該步槍可以配備GP-25附加型榴彈發射器、6KH5刺刀或PBS系列消聲器。
其他配件包括：阻火器、用於低聲射擊（UPMS）的空包彈發射裝置、各種類型的光学和夜視瞄準鏡以及戰術燈。該步槍裝有折疊式槍托，而且它與手槍握把和護木一樣，都是由耐衝擊的塑料所製成。
ASM-DT的作戰能力分別與空氣當中的AK-74和水下環境中的APS相媲美。然而ASM-DT的主要缺失在於它在水下時仍然需要使用過長而特殊設計的水下彈藥及彈匣，這意味著它需要一具過長的機匣、為可調節尺寸而變得複雜的兩用彈匣供彈插槽和兩款不同的彈匣。結果俄羅斯聯邦僅在2000年短暫採用ASM-DT。由於ASM-DT仍被認為不適用於作戰當中，改由KBP儀器設計廠的研發團隊研製新型兩棲突擊步槍——ADS兩棲突擊步槍。
關於水下射擊能力的考慮，請參閱APS水下突擊步槍。